# Andrew McNeil
Andrew David McNeil (ur. 19 stycznia 1987 w Edynburgu) – szkocki piłkarz występujący na pozycji bramkarza.

## Kariera klubowa
Karierę sportową rozpoczął w 2003 w Southampton. Zawodnikiem tego klubu był do 2006, jednak nie zagrał w barwach tego klubu żadnego meczu. W 2006 przeszedł do Hibernian, ponieważ nie wygrał rywalizacji o miejsce w bramce z nowym bramkarzem swojego poprzedniego klubu – Bartoszem Białkowskim, który przyszedł w styczniu 2006.
W barwach McNeil Hibs zadebiutował 30 grudnia 2006 w wygranym 2:0 meczu przeciwko Dunfermline Athletic. Po tym meczu menedżer Hibs, John Collins zdecydował, iż ten piłkarz będzie nosił koszulkę z numerem jeden. McNeil rozegrał dla swojej drużyny 31 ligowych pojedynków. W 2009 przebywał na testach w Livingston, a następnie w Clyde. Ostatecznie przeszedł do Montrose. W 2010 roku został zawodnikiem Raith Rovers. Następnie występował w zespołach Livingston, WaiBOP United, Hawke’s Bay United FC, Airdrieonians, Alloa Athletic oraz Greenock Morton. W 2017 roku zakończył karierę.
W Scottish Premier League rozegrał 31 spotkań.

## Kariera reprezentacyjna
W reprezentacji Szkocji U-19 rozegrał 5 spotkań, brał udział w Mistrzostwach Europy U-19 2006, które rozgrywane były w Polsce.